# Izabela Dylewska
Izabela Dylewska-Światowiak (Nowy Dwór Mazowiecki, 16 marzo 1968) è un'ex canoista polacca.

## Palmarès

### Olimpiadi
- 2 medaglie:
  - 2 bronzi (Seul 1988 nel K-1 500 m; Barcellona 1992 nel K-1 500 m)

### Mondiali
- 6 medaglie:
  - 5 argenti (Duisburg 1987 nel K-1 500 m; Plovdiv 1989 nel K-1 500 m; Plovdiv 1989 nel K-1 5000 m; Duisburg 1995 nel K-2 500 m; Dartmouth 1997 nel K-2 200 m)
  - 1 bronzo (Dartmouth 1997 nel K-2 1000 m)

### Europei
- 2 medaglie:
  - 2 ori (Plovdiv 1997 nel K-2 500 m; Plovdiv 1997 nel K-2 1000 m)